# Batracotoxina
Batracotoxina (del griego "batrachos" βάτραχος que significa rana y "toxine" τοξίνη que significa veneno) es un alcaloide esteroideo liposoluble tóxico secretado por el tegumento de las ranas del género Phyllobates y Dendrobates y algunas aves (Pitohui, Ifrita kowaldi, Colluricincla megarhyncha). La especie "Dardo Venenoso" (Phyllobates terribilis) produce el veneno más potente.  De hecho, muchos consideran esta especie el animal vertebrado más venenoso conocido. Los indígenas de Colombia empleaban esta sustancia para envenenar sus flechas. Es la neurotoxina no peptídica más potente conocida.
Ningún vertebrado puede sintetizar esta toxina de novo, pero la pueden adquirir a través de la dieta, en concreto a partir del género de escarabajos Choresine (familia Melyridae)

## Estructura química
La Batracotoxina es un alcaloide esteroideo liposoluble. Esta toxina posee una estructura química basada en la magainina, un péptido que destruye las paredes celulares de hongos y bacterias, produciendo fuertes síntomas como sudoración excesiva y paro respiratorio.

## Mecanismo de acción
La Batracotoxina promueve la apertura de los canales Na+ voltaje dependiente, uniéndose de manera alostérica e irreversible en el interior del canal, induciendo la despolarización del potencial de membrana y produciendo así un efecto fatal en la excitabilidad del tejido nervioso, muscular y cardíaco. Paradójicamente el sitio de unión al receptor de la Batracotoxina en el canal de Na+ se encuentra adyacente o incluso se superpone en parte con el sitio de acción de los anestésicos locales, antidepresivos y anticonvulsivos en el canal de Na+

## Datos toxicológicos
Extrapolando la LD50 de estudios con ratas, la dosis letal tóxica de alcaloide en humanos es de 1 a 2 µg/Kg. Es decir, la dosis letal para un humano de 68Kg es de 100 microgramos, o el equivalente en peso de dos granos de sal de mesa (NaCl). La Batracotoxina es de este modo quince veces más potente que el curare (otro veneno empleado en las flechas de los Indios suramericanos obtenido de las plantas del género Strychnos)
La toxina es excretada por las secreciones de las gándulas localizadas en la espalda y detrás de las orejas de las ranas del género Phyllobates. Cuando una rana se siente amenazada secreta la toxina de manera que la refleja a través de los poros de la piel situados en estas zonas.
El efecto tóxico de la Batracotoxina varía con cambios de temperatura: alcanza su efecto máximo a una temperatura de 37 °C (98.6 grados Fahrenheit). Asimismo su actividad es mayor a pH ligeramente alcalinos.

## Efectos tóxicos
El efecto letal se da porque la Batracotoxina mantiene abierto los canales de sodio produciendo una despolarizacion de la membrana neuronal y aumentando la liberación masiva de acetilcolina lo que genera la sobreestimulación sostenida del músculo estriado esquelético. El envenenamiento por esta toxina produce una hiperexcitabilidad del tejido nervioso, muscular y cardíaco, seguido de convulsiones, parálisis y muerte.
Aunque generalmente se la clasifica como una neurotoxina, la Batracotoxina tiene unos marcados efectos en los músculos cardíacos, lo que produce cardiotoxicidad. Estos efectos cardiotóxicos son similares a los producidos por la digoxina obtenida a partir de algunas de las especies de plantas del género Digitalis. La Batracotoxina interfiere en la conducción cardíaca, causando arritmias, extrasístoles y fibrilación ventricular que conducen a una parada cardiorrespiratoria
Los cambios estructurales provocados en el tejido nervioso y el tejido muscular son consecuencia del influjo masivo de iones de sodio que producen una alteración osmótica. La Batracotoxina produce una liberación masiva de acetilcolina en nervios y músculos al destruir las terminaciones nerviosas.

## Tratamiento
Actualmente no existe ningún antídoto específico para contrarrestar el envenenamiento por Batracotoxina. La veratrina, aconitina y las grayanotoxinas -al igual que la Batracotoxina- son tóxicos liposolubles que alteran de manera similar la selectividad iónica de los canales de sodio, lo que sugiere que actúan en el mismo sitio activo de los canales. Debido a estas similitudes el tratamiento de una intoxicación con Batracotoxina podría basarse en el tratamiento de una intoxicación por estas sustancias. El tratamiento también podría hacerse en función del tratamiento de una intoxicación con digoxina, debido a los similares efectos cardiotóxicos que producen.
Aunque no sean estrictamente antídotos, la despolarización de membrana puede prevenirse o incluso revertirse con tetradotoxina (obtenida del pez globo) o con saxitoxina ("marea roja"). Ambas sustancias tienen un efecto antagonista sobre la Batracotoxina en los canales de sodio. Algunos anestésicos locales pueden actuar como antagonista competitivos  del receptor, impidiendo el efecto tóxico de la Batracotoxina.